# USS Barb (SS-220)
Lo USS Barb (codice e numero d'identificazione SS-220) è stato un sommergibile della United States Navy, appartenente alla numerosa classe Gato. Varato nell'aprile 1942, servì nel teatro dell'Estremo oriente contro la Marina imperiale giapponese e rimase in forza alla marina statunitense sino alla metà circa degli anni cinquanta, quando fu ceduto all'Italia assieme a qualche altro vecchio battello per ricostituire la branca sottomarina della Marina Militare: fu così ridenominato Enrico Tazzoli (dall'omonimo battello distintosi in servizio con la Regia Marina) ed ebbe il nuovo codice alfanumerico S 511. Il sommergibile operò con le forze italiane fino al 1973, quindi nel 1975 fu riconsegnato agli Stati Uniti che ne disposero la demolizione.

## Impiego operativo

### United States Navy
Il sommergibile Barb costruito presso i cantieri Electric Boat di Groton, nello Stato del Connecticut, impostato sugli scali il 7 giugno 1941, venne varato il 2 aprile 1942 entrando in servizio il successivo 8 luglio.
Il battello svolse ben dodici missioni di guerra, di cui le prime cinque, in Atlantico. La sua prima missione avvenne il 19-20 ottobre 1942, per eseguire una ricognizione al largo delle coste del Marocco a partire dal 4 novembre 1942, data inizialmente prevista per l'Operazione Torch poi rinviata all'8 novembre. La sua missione era quella della ricognizione e quella di fare da punto di riferimento per le forze da sbarco destinate al porto marocchino di Safi, l'unico adatto per lo sbarco dei carri armati Sherman. Nel corso della sua seconda missione in Atlantico, il successivo 26 dicembre, il battello silurò per errore al largo di Cabo Fisterra la petroliera neutrale spagnola Campomanes, in rotta da Bilbao ad Aruba nelle Antille, che gravemente danneggiata riuscì a raggiungere un porto spagnolo.
Dopo avere effettuato cinque missioni in Atlantico, ed un breve rientro nel luglio 1943 negli USA, venne destinato nel settembre successivo nel Pacifico, dove operò fino al termine del conflitto e fu il sommergibile americano con il record di tonnellaggio giapponese affondato nel corso della seconda guerra mondiale. Il battello è ufficialmente accreditato di avere affondato diciassette unità nemiche per un totale di 96628 tonnellate. Per la sua attività durante la seconda guerra mondiale ottenne diverse decorazioni ed un Citazione Presidenziale. Tra le azioni da ricordare l'affondamento della portaerei leggera Unyo avvenuto il 16 settembre 1944 e la distruzione di un convoglio ferroviario che valse al sommergibile il soprannome di "sommergibile che affondò un treno".
Con la fine delle ostilità come numerose altre unità venne posto nella riserva il 12 febbraio 1947 a New London, nel Connecticut, per rientrare in servizio il 3 dicembre 1951.

### Marina Militare
Il 5 febbraio 1954, il battello venne messo nuovamente in posizione di riserva per la conversione agli standard GUPPY I B, rientrandoo in servizio il successivo 3 agosto per essere poi trasferito all'Italia con la formula del prestito quinquennale, nel quadro di un programma di assistenza militare denominato Mutual Defense Assistance Program. La cerimonia di consegna avvenne a New London il successivo 13 dicembre e ribattezzato Tazzoli, il battello costituì con il gemello USS Dace rinominato a sua volta Leonardo da Vinci e con altre due unità che avevano prestato servizio nella Regia Marina durante il secondo conflitto mondiale, i sommergibili Giada e Vortice, la forza subacquea italiana degli anni cinquanta. Primo comandante fu il capitano di corvetta Vittorio Patrelli Campagnano. Il prestito venne più volte rinnovato e il battello dopo aver prestato servizio nella Marina Militare Italiana per quasi un ventennio, venne posto in disarmo il 15 ottobre 1972 e radiato il 1º settembre 1973.
Restituito alla US Navy il battello fu venduto per demolizione il 1º aprile 1975.
Quando l'ammiraglio Eugene Bennett Fluckey, che era stato comandante del battello dal 27 aprile 1944 fino al termine del conflitto, seppe che dopo il disarmo il sommergibile dalla Marina Italiana era stato venduto per demolizione per una cifra di circa $100.000, disse che se lo avessero saputo in tempo c'erano diversi membri del suo equipaggio che a quella cifra lo avrebbero comprato per utilizzarlo come nave museo.
L'ammiraglio Fluckey che è scomparso all'età di 93 anni il 28 giugno 2007 ad Annapolis nel Maryland, per le azioni svolte al comando del battello venne decorato di ben quattro "Navy Cross" e con la Medal of Honor.

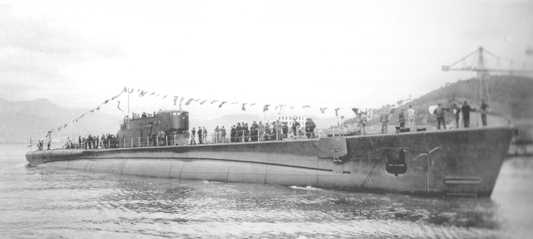
Il precedente Tazzoli al varo

Il nome Tazzoli venne dato in onore del sacerdote e patriota Enrico Tazzoli, il più noto dei "Martiri di Belfiore"
In precedenza a portare il nome Enrico Tazzoli era stato un sommergibile della Regia Marina, che al comando del capitano di corvetta Carlo Fecia di Cossato e con Gianfranco Gazzana Priaroggia in qualità di 2º ufficiale si distinse particolarmente nell'oceano Atlantico. Quando Gazzana-Priaroggia sbarcò per assumere il comando del Leonardo da Vinci i due sommergibili iniziarono una singolare competizione riguardo al naviglio nemico affondato. Il Tazzoli avrà alla fine il primato riguardo al numero di unità nemiche affondate, mentre il Leonardo Da Vinci quello del maggior tonnellaggio di naviglio nemico affondato.
Il Tazzoli trasformato in sommergibile da trasporto per l'Estremo Oriente venne affondato il 16 maggio 1943 nella prima missione effettuata dopo che Fecia di Cossato ne aveva lasciato il comando per assumere quello dell'Aliseo, una torpediniera della classe Ciclone che nel dopoguerra in seguito alle clausole del trattato di pace sarebbe stata ceduta alla Jugoslavia.